# Beetlejuice (Musical)

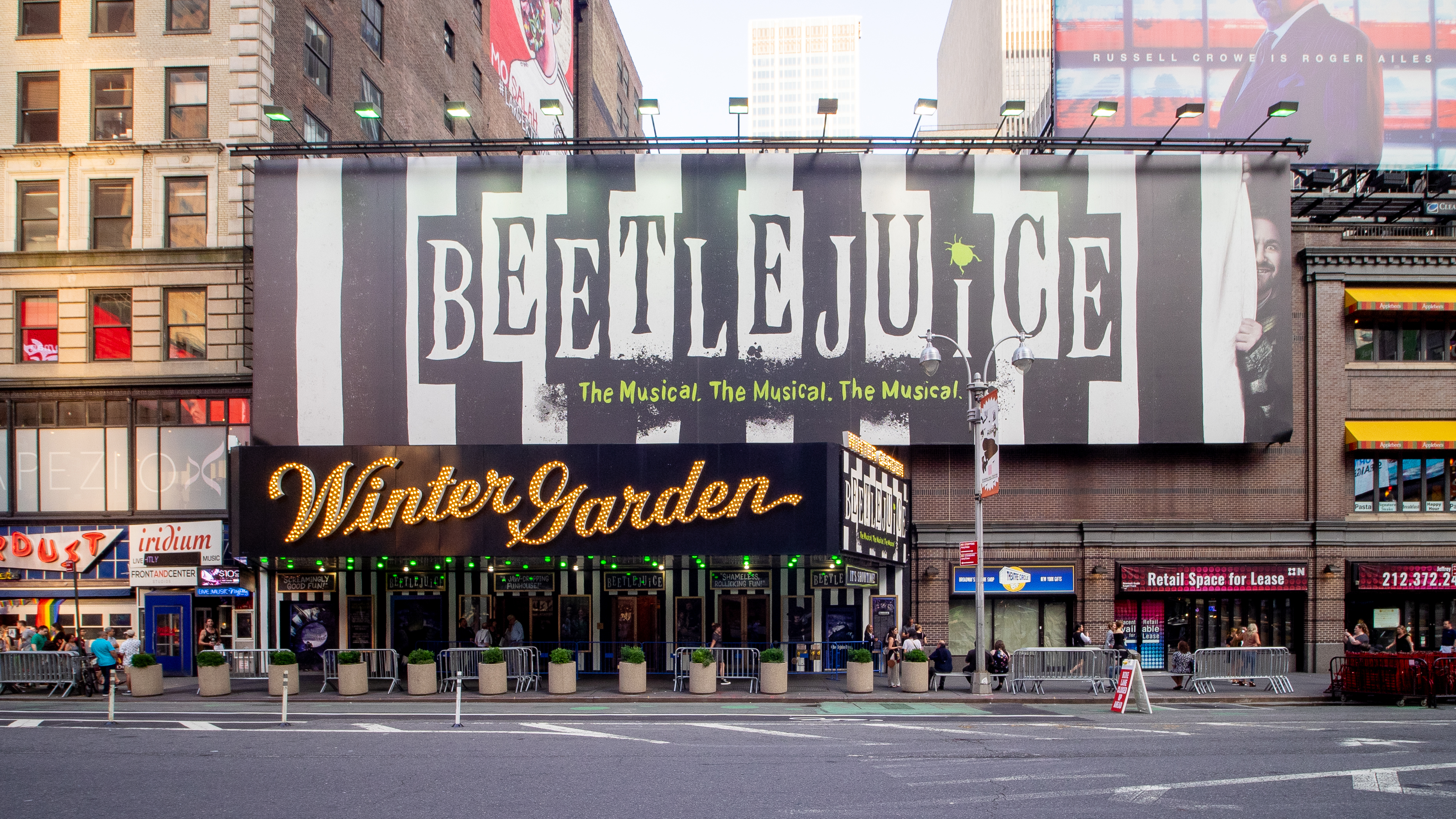
Beetlejuice am Broadway

Beetlejuice ist ein Musical mit Musik und Lyrics von Eddie Perfect nach dem Buch von Scott Brown und Anthony King. Es basiert auf dem gleichnamigen Film von Tim Burton aus dem Jahr 1988. Das Stück handelt von einem Liebespaar, das mit Hilfe des Geistes Beetlejuice die neuen Bewohner ihres ehemaligen Hauses heimsucht, darunter ein Mädchen namens Lydia, das den Tod seiner Mutter betrauert.
Das Musical wurde am 14. Oktober 2018 im National Theatre, in Washington, D.C. erstmals aufgeführt, bevor es am 25. April 2019 am Broadway im Winter Garden Theatre Premiere feierte. Es wurde von Warner Bros produziert. Aufgrund der COVID-19-Pandemie wurde die Show nach der Aufführung am 10. März 2020 vorzeitig eingestellt, jedoch am 8. April 2022 wieder eröffnet, bevor die finale Show am 8. Januar 2023 aufgeführt wurde.

## Handlung

### Akt I
Das Stück beginnt auf einem Friedhof, wo eine Gruppe Leute den Tod von Emily Deetz betrauern. Ihre Tochter, Lydia Deetz, ist tief traurig und reflektiert ihr eigenes Versagen in der Beziehung zu ihrem Vater, Charles Deetz. Danach erscheint ein uralter Dämon namens Beetlejuice und macht sich über Menschen lustig, die ihr Leben in vollen Zügen genießen, da man eines Tages sowieso sterben wird. Beetlejuice spricht dann das Publikum direkt an und erklärt, dass er als Dämon für alle Lebewesen unsichtbar ist, es sei denn, er veranlasst eine lebende Person, dreimal seinen Namen zu sagen. Er enthüllt, dass er einen Plan entwickelt hat, um dies zu erreichen.
Beetlejuice stellt dann Adam und Barbara Maitland vor. Sie sind ein normales Ehepaar, das unbedingt eine Familie gründen möchte, aber sie sind emotional nicht dazu bereit und projizieren ihre Unsicherheiten auf ihre Hobbys. Während die Maitlands argumentieren, warum sie keine Kinder bekommen wollen, stürzen sie durch instabile Bodendielen ihres Hauses in den Tod. Das Handbuch für die kürzlich Verstorbenen fällt vom Himmel, aber Beetlejuice verbrennt es und möchte, dass die neu verstorbenen Maitlands ihr Haus heimsuchen und eine lebende Person dazu bringen, dreimal seinen Namen zu sagen. Als die Maitlands nach ihrem Sturz erwachen und feststellen, dass sie tot sind, offenbart sich Beetlejuice und bietet ihnen an, ihnen zu helfen, sich an das Leben nach dem Tod anzupassen. Er enthüllt den Maitlands, dass eine neue Familie namens Deetz ihr Haus gekauft hat und dass sie diese vertreiben müssen, um allein zu bleiben. Die Maitlands nehmen seine Hilfe an.
Während er einzieht, verrät Charles Deetz seiner Tochter Lydia, dass er eine Gated Community als Vorzeigemodell gründen möchte, und hält mit einigen Geschäftsfreunden eine Dinnerparty ab. Lydia drückt ihren Wunsch nach Rückkehr ihrer Mutter aus und moniert die Tatsache, dass es niemanden zu interessieren scheint, dass sie weg ist. Lydia betet, dass ihre Mutter ein Zeichen sendet, dass sie immer noch da ist, und schwört sich, ihren Vater dazu zu bringen, die Tatsache anzuerkennen, dass ihre Familie von einer Tragödie heimgesucht wurde.
Währenddessen versucht Beetlejuice, den Maitlands beizubringen, gruselig zu sein. Doch trotz seiner Bemühungen erweisen sich die Maitlands als unglaublich harmlos. Beetlejuice ist frustriert über das Paar und verlässt es. Sie schwören, die Familie Deetz selbst zu verscheuchen.
Währenddessen erzählt Delia, eine Frau, die Charles als Lydias Lebensberaterin und seine heimliche Geliebte engagiert hat, Lydia, dass alles aus einem bestimmten Grund passiert, bringt sie aber nicht in einen positiven Geisteszustand. Nach ihrer Sitzung trifft Lydia auf die Maitlands, und zusammen schmieden sie den Plan, Charles zu beweisen, dass das Haus verflucht ist, um ihn zu vertreiben. Sie scheitern jedoch und finden heraus, dass Delia und Charles sich verlobt haben.
Lydia hat das Gefühl, als würde Charles nur versuchen, ihre Mutter zu ersetzen, und flieht auf das Dach, wo ein depressiver Beetlejuice beklagt, dass er niemals gesehen wird. Er ist jedoch begeistert, als er merkt, dass Lydia ihn sehen kann, und versucht, sie davon zu überzeugen, sich nicht umzubringen, mit der Absicht, sie dazu zu bringen, ihn von seinem Fluch zu befreien. Lydia neckt Beetlejuice, sagt aber nicht seinen Namen. Die Maitlands kommen, um nach Lydia zu sehen; dabei werden sie von Beetlejuice besessen und dazu gebracht positive Dinge über ihn zu sagen, um Lydia weiter zu überzeugen. Nachdem Lydia etwas über die Besessenheit gelernt hat und dass jeder Geist es tun kann, unabhängig von seinen Fähigkeiten, beschließt sie, nicht mit Beetlejuice zu arbeiten, sondern mit den Maitlands, um Charles’ Party zu ruinieren.
Auf der Dinnerparty ergreifen Barbara und Adam Besitz von Charles, Delia und ihren Gästen. Statt Angst zu haben, sehen die Investoren die Geister als Verkaufsargument. Lydia ist verzweifelt und beschwört Beetlejuice. Jetzt für die Lebenden sichtbar und in der Lage, die Welt um ihn herum zu beeinflussen, zwingt er die Maitlands auf den Dachboden, bevor er Charles, Delia und die Investoren aus dem Haus wirft, sehr zu Lydias Freude.

### Akt II
Der zweite Akt beginnt mit dem Auftritt der Pfadfinderin Skye. Sie erklärt, dass sie herzkrank ist und sterben wird, sollte jemand sie erschrecken. Sie klingelt beim Haus der Deetzes, in dem nun Beetlejuice und Lydia hausen. Sie wird von Lydia eingelassen, doch Beetlejuice erscheint und erschreckt das arme Mädchen, sodass es das Haus verlässt. Beetlejuice erschafft verschiedene Klone von sich und erschreckt, zusammen mit Lydia, weitere Besucher. Er sagt Lydia auch, dass sie, da sie jetzt unter den Toten lebt und arbeitet, auch deren Regeln befolgen sollte, und gibt ihr eine Kopie des Handbuchs für die kürzlich Verstorbenen. Da sie jedoch nicht tot ist, kann Lydia es nicht öffnen. Trotzdem erkennt sie, dass es ihr helfen könnte, sich wieder mit ihrer Mutter zu vereinen, und rennt auf den Dachboden, um Barbara und Adam um Hilfe zu bitten. Beetlejuice fühlt sich allein und wieder betrogen und spricht mit seinen Klonen darüber, dass er das Haus verlassen will, um sich endlich mit Menschen zu treffen, jetzt, wo er gesehen werden kann. Um dies zu erreichen, beschließt er, Lydia dazu zu bringen, ihn zu heiraten, damit er sich in der Welt der Lebenden frei bewegen kann.
Auf dem Dachboden helfen Barbara und Adam Lydia beim Öffnen des Handbuchs, als sie feststellen, dass sie direkt in die Unterwelt hätten gehen sollen, anstatt in ihrem Haus zu bleiben. Adam öffnet die Tür zur Unterwelt, aber Barbara schließt sie und das Handbuch, weil sie Angst hat, das Haus zu verlassen. Lydia beschimpft sie, weil sie hoffte, das Buch benutzen zu können, um ihre tote Mutter zu beschwören, woraufhin sie enttäuscht und wütend geht. Barbara erkennt, dass all ihre Angst sie und Adam zurückgehalten hat, und beschließt, mutiger und besser zu werden.
Delia, Charles und Otho, Delias Guru, kehren in das Haus zurück, um Lydia zu retten. Beetlejuice sagt Lydia, dass sie eine Passage aus dem Buch vorlesen solle, um ihre Mutter zurückzuholen. Dabei führt sie aber eigentlich einen Exorzismus an Barbara durch. Beetlejuice bietet Lydia an, Barbara zu retten, wenn Lydia ihn heiratet. Lydia willigt ein, woraufhin Beetlejuice ein Portal zur Unterwelt öffnet, um die Maitlands wegzuschicken, doch Lydia flüchtet durch das Portal und Charles folgt ihr. Beetlejuice wird wütend und entscheidet sich, jeden zu töten.
In der Unterwelt treffen Charles und Lydia auf Miss Argentina. Diese bittet sie, zusammen mit anderen Bewohnern der Unterwelt, in die Welt der Lebenden zurückzukehren. Die beiden treffen danach auf Juno, die herausfindet, dass die beiden noch leben. Auf der Flucht vor Juno sucht Lydia nach ihrer Mutter, gibt die Suche aber auf und möchte, zusammen mit Charles, in die Welt der Lebenden zurückkehren.
Nachdem die beiden in ihrem Haus ankommen, tut Lydia so, als würde sie Beetlejuice lieben. Nachdem die beiden geheiratet haben, tötet Lydia Beetlejuice und öffnet eine Tür, um Beetlejuice in die Unterwelt zu schicken. Aus dieser Tür kommt aber Juno und möchte Lydia mit in die Unterwelt nehmen. Sie erzählt außerdem, dass sie die Mutter von Beetlejuice ist. Dieser hält eine emotionale Rede über das Leben, woraufhin Juno ihn aus dem Haus wirft. Barbara, Adam, Charles und Delia weigern sich, Lydia in die Unterwelt zu lassen. Beetlejuice kracht dann durch die Wand und reitet auf einem Sandwurm, der Juno frisst.
Beetlejuice verabschiedet sich vor seiner Abreise von allen. Die Deetzes und Maitlands freuen sich über ihren Sieg und vereinbaren, das Haus zu teilen, während sie aufräumen und die Schäden reparieren. Lydia akzeptiert, dass, obwohl ihre Mutter weg ist, es noch so viel zu genießen gibt.

## Rollen und Besetzung
| Rolle            | Broadway-Darsteller |
| ---------------- | ------------------- |
| Beetlejuice      | Alex Brightman      |
| Lydia Deetz      | Sophia Anne Caruso  |
| Adam Maitland    | Rob McClure         |
| Barbara Maitland | Kerry Butler        |
| Delia Schlimmer  | Leslie Kritzer      |
| Miss Argentina   | Leslie Kritzer      |
| Charles Deetz    | Adam Dannheisser    |
| Maxie Dean       | Danny Rutigliano    |
| Juno             | Jill Abramovitz     |
| Otho             | Kelvin Moon Loh     |
| Skye             | Dana Steingold      |